# Wiesław Ptak

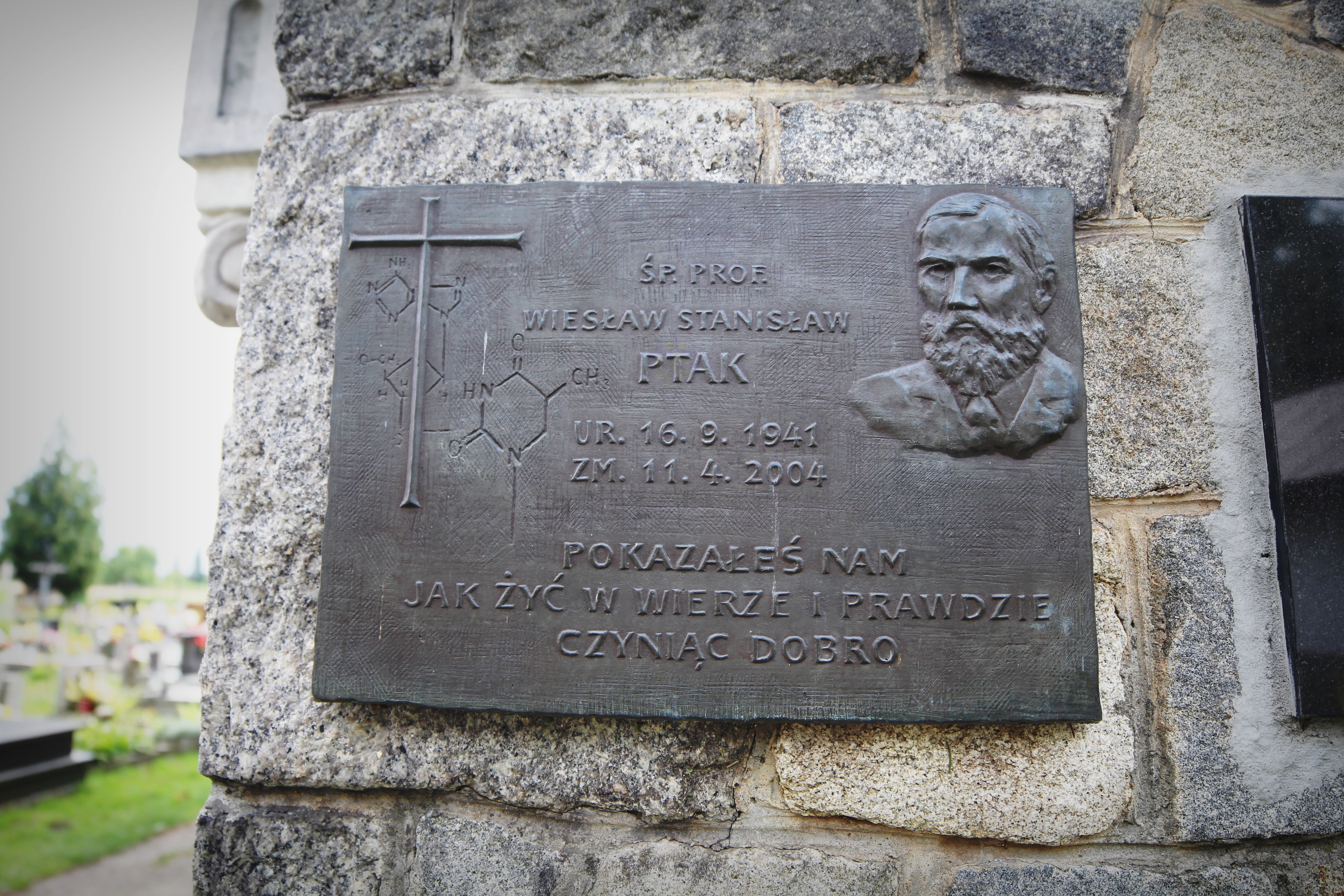
Tablica pamiątkowa na grobowcu rodzinnym w Raciborowicach

Wiesław Stanisław Ptak (ur. 16 września 1941 w Bieńczycach, zm. 11 kwietnia 2004 w Krakowie) – polski chemik, profesor nauk chemicznych, profesor Akademii Górniczo-Hutniczej w Krakowie, w latach 1993–1996 dziekan Wydziału Inżynierii Materiałowej i Ceramiki AGH, autor ponad stu publikacji naukowych. Członek Polskiego Towarzystwa Chemicznego oraz Międzynarodowego Towarzystwa Teoretycznej Fizyki Chemicznej (ISTCP).

## Życiorys
Urodził się 16 września 1941 w Bieńczycach k. Krakowa. Był wnukiem działacza ludowego Franciszka Ptaka.
Po ukończeniu studiów na Wydziale Matematyczno-Fizyczno-Chemicznym Uniwersytetu Jagiellońskiego, w 1963 roku został zatrudniony w Katedrze Chemii Krzemianów na Wydziale Ceramicznym AGH. Doktoryzował się w zakresie chemii w 1968 roku na podstawie dysertacji Widma wibracyjne w strukturze minerału serpentynu, której promotorem był prof. Roman Pampuch. W 1972 roku odbył sześciomiesięczny staż naukowy na Uniwersytecie w Liège.
Stopień naukowy doktora habilitowanego uzyskał w roku 1980 na podstawie rozprawy Zastosowanie spektroskopii wibracyjnej w podczerwieni w badaniach nad budową krzemianów. W 1991 uzyskał tytuł profesora nauk chemicznych.
W roku 1996 objął stanowisko profesora zwyczajnego AGH. W latach 1981–1985 oraz 1991–1993 był prodziekanem ds. dydaktycznych, a w latach 1993–1996 dziekanem Wydziału Inżynierii Materiałowej i Ceramiki AGH. W latach 1993–2004 był kierownikiem Katedry Ceramiki Ogniotrwałej, Szlachetnej i Technicznej (przemianowanej w 2002 roku na Katedrę Materiałów Ogniotrwałych i Procesów Wysokotemperaturowych).
Specjalizował się w chemii teoretycznej oraz chemii i fizyce ciała stałego. Zajmował się teorią wiązania chemicznego i oddziaływań międzyatomowych, pracował też nad podstawami teoretycznymi metod krystalizacji z fazy gazowej. Był autorem lub współautorem ponad stu publikacji i kilku patentów, jednego skryptu i dwóch monografii. Wielokrotnie występował na konferencjach naukowych referując wyniki badań.
W czasie swojej pracy prowadził zajęcia z chemii krzemianów i metod spektroskopowych dla studentów i doktorantów, wykłady z chemii fizycznej oraz fizyki i chemii ciała stałego dla studentów WSP w Krakowie, teorii wiązania chemicznego dla doktorantów. Jego głównym zajęciem dydaktycznym była nauka o materiałach prowadzona dla studentów. Był promotorem w ponad dwudziestu przewodach magisterskich (na AGH i WSP) oraz ośmiu przewodach doktorskich.
Mimo nieuleczalnej choroby pracował do końca życia. Zmarł 11 kwietnia 2004 roku w Krakowie. Został pochowany na cmentarzu w Raciborowicach.
Został odznaczony Złotym Krzyżem Zasługi i Medalem Komisji Edukacji Narodowej.